# 樹杞粉蝨
樹杞粉蝨（学名：Cockerelliella bladhiae）为粉蝨科卡粉蝨屬下的一个种。